# Televisor conectado

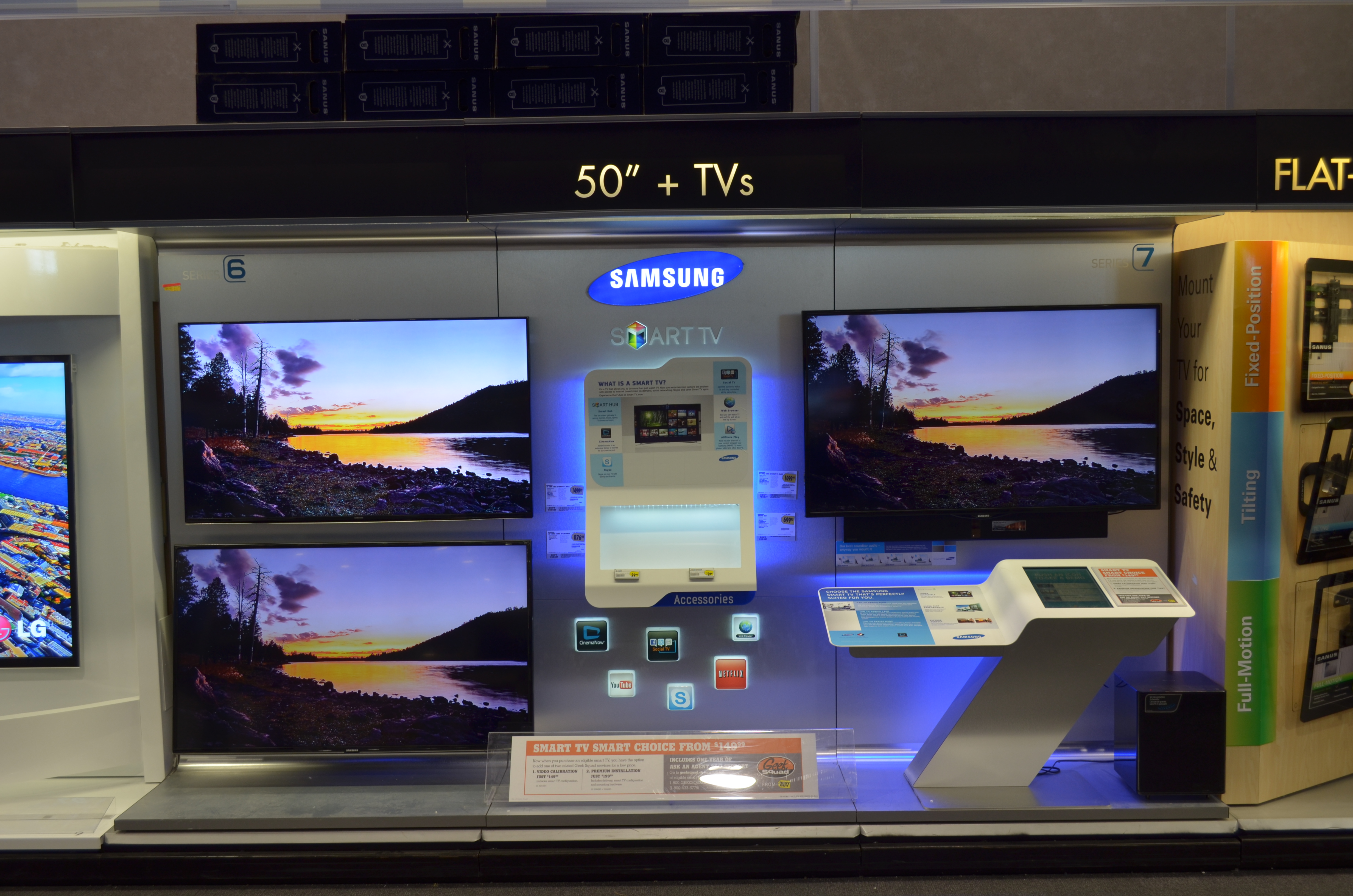
Smart TVs da Samsung expostas para venda

Televisor conectado ou televisão conectada (TV conectada), também conhecido como televisor híbrido ou televisão híbrida (TV híbrida) bem como televisor inteligente ou televisão inteligente (TV inteligente, em inglês:  smart TV), é um aparelho de televisão com acesso a internet e recursos interativos da Web 2.0 que permite os usuários ouvir músicas, assistir vídeos e navegar na internet. Uma Smart TV é uma convergência tecnológica de computadores, televisores e players de mídia digital.
Esse modelo de televisor começou a chegar no Brasil em 2011, e com a diminuição do uso de mídias físicas e a ascensão de serviços de streaming, vem se popularizando rapidamente.
Alguns destes dispositivos requerem conexão de banda larga com a Internet oferecendo diretamente na televisão conteúdo interativo como jogos, aplicações, vídeo sob demanda, etc.
Todos os aparelhos possuem uma página inicial que permite o acesso a diferentes funções, e também o link para sua loja exclusiva de aplicativos. Até o momento, todos os aplicativos disponíveis para Smart TVs são grátis, mas os fabricantes estão esperando o uso deste recurso se popularizar para disponibilizarem outros tipos pagos que já são sucesso entre os smartphones.